# Озио Сото
Озио Сото (итал. Osio Sotto) је насеље у Италији у округу Бергамо, региону Ломбардија.
Према процени из 2011. у насељу је живело 11181 становника. Насеље се налази на надморској висини од 181 м.

## Становништво
Према резултатима пописа становништва 2011. у општини је живело 12.080 становника.
| 1931. | 1936. | 1951. | 1961. | 1971. | 1981. | 1991. | 2001.  | 2011.  |
| ----- | ----- | ----- | ----- | ----- | ----- | ----- | ------ | ------ |
| 3.156 | 3.398 | 4.389 | 5.163 | 6.487 | 9.449 | 9.982 | 10.630 | 12.080 |